# Mazzaroth
Mazzaroth er det hebraiske ord for de 12 stjernetegn (også kaldet zodiaken).
Nogle mener at de fleste bibel-historier fra Exodus (udtoget fra Egypten), Ruths bog og Jobs Bog synes at følge årets gang gennem de 12 stjernetegn.
Således var Tut-Moses i Egyptisk mytologi vandmandens tegn. Betragter man den bibelske Moses ud fra dette synspunkt, vil nogle hurtigt kunne drage paralleller. Han blev trukket op af vandet i sine barneår, han delte det Røde Hav, han slog vand af klippen under ørkenvandringen, og han måtte ikke krydse floden Jordan indtil det nye land. Udtoget fra Egypten fejres ved forårsjævndøgn.